# ديب بيربل
ديب بيربل Deep Purple فرقة روك بريطانية تأسست عام 1968، وهي اسم الأغنية التي أطلقت هذه الفرقة أيضا من تألف بيتر دي روز Peter De Rose. ربما تكون ديب بيربل من أول وأهم فرق الهارد روك، فهم يعتبروا مخترعي موسيقى الهيفي ميتال، مع أنهم هم انفسهم لا يعتبرون فرقتهم فرقة هيفي ميتال.

## ألبومات الفرقة
- Shades of Deep Purple 1968
- The Book of Taliesyn 1968
- Deep Purple 1969
- Deep Purple in Rock 1970
- Fireball 1971
- Machine Head 1972
- Who Do We Think We Are 1973
- Burn 1974
- Stormbringer 1974
- Come Taste the Band 1975
- Perfect Strangers 1984
- The House of Blue Light 1987
- Slaves and Masters 1990
- The Battle Rages On... 1993
- Purpendicular 1996
- Abandon 1998
- Bananas 2003
- Rapture of the Deep 2005
- Now What?! 2013
- Whoosh! 2020
- Turning to Crime 2021

## روابط خارجية
- ديب بيربل على موقع IMDb (الإنجليزية)
- ديب بيربل على موقع ميوزك برينز (الإنجليزية)
- ديب بيربل على موقع رولينغ ستون (الإنجليزية)
- ديب بيربل على موقع أول ميوزيك (الإنجليزية)
- ديب بيربل على موقع ديسكوغز (الإنجليزية)